# Ешлі Лонг
Ешлі Лонг (англ. Ashley Long, нар. 8 червня 1979, Лондон, Велика Британія) — британська порноакторка.

## Кар'єра
В порноіндустрію потрапила у 2001 році, у 22 роки (спочатку працювала фотомоделлю для чоловічих журналів). Брала участь у понад 140 виставках.
У вересні 2004 року отримала неочікувану перерву в зйомках в США, коли їй заборонили в'їзд в країну в міжнародному аеропорту Мак-Карран у Лас-Вегасі. Її зупинили співробітники аеропорту і повідомили, що їй заборонений в'їзд. Агент Лонг заявив, що їй відмовили у в'їзді через підозри, що вона знімалася в США незаконно.
Також знімалася з продюсерською компанією Дженни Джеймсон ClubJenna і з'явилася у випуску 2009 року Jenna Confidential..
У липні 2004 року Лонг змагалася з іншими порноакторами в першому щорічному турнірі KSEXgames, який повинен був стати порноверсією Олімпіади. Вона виступала в команді Team Private від імені компанії Private USA разом з Аріаною Джоллі.
Знялася в телефільмі 2005 року Call Girl Wives.

## Нагороди та номінації
| Рік  | Церемонія             | Результат | Номінація                                                                              | Робота                 |
| ---- | --------------------- | --------- | -------------------------------------------------------------------------------------- | ---------------------- |
| 2004 | AFWG Award            | Перемога  | Краща актриса, фільм                                                                   | Compulsion             |
| 2004 | AFWG Award            | Перемога  | Краща сексуальна сцена, фільм                                                          | Compulsion             |
| 2004 | AVN Award             | Перемога  | Краща парна секс-сцена, фільм (разом з Куртом Локвудом)                                | Compulsion             |
| 2004 | AVN Award             | Перемога  | Краща групова секс-сцена, відео (разом з Джулі Найт, Начо Відалем і Мануелем Феррарою) | Back 2 Evil            |
| 2004 | AVN Award             | Номінація | Виконавиця року                                                                        | Н/Д                    |
| 2004 | AVN Award             | Номінація | Краща актриса — фільм                                                                  | Compulsion             |
| 2004 | AVN Award             | Номінація | Краща групова сексуальна сцена — фільм (разом з Mickey G., Денісом Марті і Jack Spade) | Compulsion             |
| 2004 | AVN Award             | Номінація | Сама обурлива сексуальна сцена (разом з Джонні Трастом, Містером Пітом і Mike Maloney) | Extreme Penetrations 4 |
| 2004 | Delta di Venere Award | Перемога  | Краща американська виконавиця                                                          | Н/Д                    |
| 2004 | XRCO Award            | Перемога  | Краще сольне виконання, актриса                                                        | Compulsion             |
| 2004 | XRCO Award            | Номінація | Групова сцена (разом з Mickey G., Денісом Марті і Jack Spade)                          | Compulsion             |
| 2004 | XRCO Award            | Номінація | Групова сцена (разом з Джулі Найт, Начо Відалем і Мануелем Феррарою)                   | Back 2 Evil            |
| 2006 | AVN Award             | Номінація | Best Tease Performance                                                                 | Illumination           |